# Ana Elizabeth Ayala Leyva
Ana Elizabeth Ayala Leyva (Ahome, Sinaloa, 10 de abril de 1976) es una política mexicana, miembro del partido Movimiento Regeneración Nacional (Morena). Es Diputada Federal reelecta para el periodo de 2024 a 2027, en la LXVI Legislatura de la H. Cámara de Diputados. 

## Biografía
Licenciada en Contaduría Pública egresada del Instituto Tecnológico de Los Mochis, tiene una maestría en Finanzas Públicas por la Universidad Autónoma Indígena de México, misma institución en la que cursó diplomado en Igualdad de Género, Políticas Públicas y Empoderamiento Político de la Mujer, así como uno en Automatizado de Impuestos en el Instituto Tecnológico Autónomo de México. Cursa el doctorado en Administración Pública en el Instituto Nacional de Administración Pública.
A partir de 2000 laboró en el Servicio de Administración Tributaria de la Secretaría de Hacienda y Crédito Público en Los Mochis, donde ocupó los siguientes cargos: dictaminadora de Pago en Parcialidades de Créditos Fiscales de 2000 a 2002, jefa de Departamento de Cobranza de 2002 a 2004, jefa de Departamento de Fiscales y Registro Federal de Contribuyentes de 2004 a 2006, jefa de Departamento de Control de Obligaciones de 2006 a 2008, jefa de Departamento de Notificación y Verificación de 2008 a 2013, y subadministradora de Registro y Control de Créditos Fiscales de 2013 a 2017.
De 2017 a 2018 se desempeñó en un despacho privado y en 2018 al asumir como presidente municipal de Ahome Manuel Chapman Moreno, la nombró directora de Egresos del ayuntamiento hasta 2019, y tesorera del mismo a partir del 6 de marzo de 2019 y hasta el 6 de marzo de 2021 en que renunció al cargo, habiéndolo ocupado también las administraciones interinas de María del Socorro Calderón Guillén y Juan Francisco Fierro Gaxiola.
Renunció a la tesorería para ser candidata de la coalición Juntos Hacemos Historia a diputada federal por el Distrito 2 de Sinaloa en las elecciones de 2021. Resultó triunfadora para la LXV Legislatura que concluirá en 2024, recibiendo un total de 91 019 votos que representan el 55.73% del total emitido. Se integró en el grupo parlamentario de Morena y ha ocupado los cargos de secretaria de la comisión de Hacienda y Crédito Público; e integrante de las de Presupuesto y Cuenta Pública; de Vigilancia de la Auditoría Superior de la Federación; de Cambio Climático y Sostenibilidad; de Cultura y Cinematografía; de Desarrollo y Conservación Rural, Agrícola y Autosuficiencia Alimentaria; de Economía, Comercio y Competitividad; de Transparencia y Anticorrupción; y, de Turismo.
Durante las elecciones federales de 2024, Ayala Leyva se consolidó como una figura relevante en la política local al obtener 100,861 votos como candidata a diputada federal por el distrito 02 de Ahome, alcanzando el mayor número de votos registrado para una candidatura en ese municipio.
Ana Elizabeth Ayala Leyva ha demostrado su capacidad para consolidar un capital político significativo en el municipio de Ahome, y su reelección como diputada federal con una mayor votación refuerza su liderazgo dentro del partido Morena y en la política sinaloense.